# Aroa sagrara
Aroa sagrara är en fjärilsart som beskrevs av Swinhoe 1885. Aroa sagrara ingår i släktet Aroa och familjen tofsspinnare. Inga underarter finns listade i Catalogue of Life.